# Bernard Martino
 (janvier 2023).
Si vous disposez d'ouvrages ou d'articles de référence ou si vous connaissez des sites web de qualité traitant du thème abordé ici, merci de compléter l'article en donnant les références utiles à sa vérifiabilité et en les liant à la section « Notes et références ».
Bernard Martino est un cinéaste et écrivain français, né le 11 novembre 1941 à Alger, installé à Paris en 1956.

## Etudes
En 1962, propédeutique lettres modernes à la Sorbonne. En 1963 au Lycée Voltaire, préparation du concours d’entrée de l’IDHEC (Institut des hautes études cinématographiques), XXI promotion, avec André Téchiné et Pierre-William Glenn.

## Parcours cinématographique
C'est en 1966 fraichement sortie de l'IDHEC en tant que stagiaire réalisation dans le film de Louis Malle, « Le voleur », sortie en 1967 avec Jean-Paul Belmondo.
En 1967, second assistant réalisation de Charles Belmont pour le film « L'écume des jours » (d'après le roman de Boris VIAN), avec Jacques Perrin, Marie-France Pisier et Sami Frey.
Assistant de Claude Miller pour son premier court métrage « Juliet dans Paris » avec dans le rôle principal l'actrice Juliet Berto.
Assistant de Michel ROMANOFF sur le film « Un Lion en Hiver », puis réalisateur pour Dominique Motte, de deux films institutionnel sur le golf.
Entre 1968, il entre comme assistant réalisateur à l'ORTF ou il collabore à "Itinéraires de l'aventure" et "Continents pour demain", deux séries produites de Bernard Hubrenne, pour qui il réalise ensuite deux films d'une heure, l'un au Pakistan, et le seconde au Népal en 1970.
Il collabore notamment avec Patrice Blanc-Francard et Claude Ventura à l'émission musicale "POP 2".
Il sera par ailleurs journaliste pour "Musique au cœur" pour l'ORTF.
Entre 1972 et 1978, il assiste Daniel Karlin pour "Portrait de Bruno Bettelheim ou un autre regard sur la folie". série de quatre émissions d'une heure sur l'autisme infantile. Co-auteur avec Daniel Karlin dans la série "Inventaire " de "En dro der FAOUËT", 52 min (Production Pascale Breugnot pour le service de la Recherche ORTF) de "Des Hommes Libres", une série de cinq émissions d'une heure sur une expérience de réinsertion d’un panel de détenus récidivistes en Californie.
Co-auteur et coproducteur avec Daniel Karlin et Tony Lainé de « La raison du plus fou » ou « Enquête sur la Santé mentale d'un pays au dessus de tout soupçon » Une série de trois émissions de deux heures diffusées sur A2.
Réalisateur, dans la série "L'âge de" du film  "Carmen Butler" (diffusion FR3), et portrait d'un jeune sioux de 14 ans en révolte à WOUNDED KNEE Dakota du Sud.
Entre 1979 et 1981, réalise quelques sujets pour le magazine d'A2  "Salle des fêtes" Participe avec Marcel Trillat à l’animation de la radio libre « Radio Franche », la radio de lutte de la SFP en grève, puis quitte la télévision pour lancer et animer, entre fin 79 et 80, toujours avec Marcel Trillat, "Lorraine cœur d'acier" la radio libre des sidérurgistes en lutte de Longwy.
Parallèlement conduit différentes expériences journalistiques militantes, Lancement et animation de "radios libres" (Aulnay-sous-bois/Vénissieux), Interviews de dirigeants du PCF (Parti communiste français) pour la télévision via UNICITÉS Productions
Expositions multimédias intégrant la vidéo avec le peintre Jean Kiras, réalisation d’une vidéo « Gennevilliers, mes jours et moi ».
Montluçon), deux vidéos films d'une heure pour la Mairie de Montreuil dans le cadre de l'année de l'enfance en 1979 : « Ça marche l’école? » (co-réalisé avec Gérard Gozlan), « Cinq enfants en été »
En mai 1981, il fait son retour à FR3 en tant qu’Auteur-Réalisateur pour le magazine d’information "Laser" magazine de Marc MEYMON en direction des adolescents, réalisation du pilote de 26 minutes sur l'échec scolaire, d’un second numéro sur les mineurs en prison aux petites Beaumettes à Marseille, d’un troisième sur les jeunes juifs après l’attentat de la rue Copernic, d’un quatrième sur « être communiste » et d’un cinquième (inachevé) en immersion dans la secte Hare Krishna.

### Suite chronologique du parcours cinématographique
- 1981, "L'amère patrie" documentaire-fiction 52' sur les enfants de Harki pour FR3 dans la série "Parole donnée". Sélection Prix de la Société des gens de lettres.
- 1982, "Histoire sans fioritures de six jeunes sans emploi". Documentaire-fiction 68'. Co-produit par COLIMASON et une Association de la ville de Villejuif « LOISIRS JEUNES » sur le thème de l’échec scolaire et de la réinsertion professionnelle. (Prix du jury œcuménique, festival international du cinéma, NYON 1984). "Mourir chez soi ou vivre ailleurs". 90' - Film sur les demandeurs d’asile politique. Co-écrit et co-réalisé avec Michel HONORIN. Diffusion TF1
- 1983, "Le bébé est une Personne"  diffusion TF1 - Série de trois émissions d'une heure. Co-auteur: Tony Lainé et Gilbert LAUZUN. Unité de Programme Claude OTZENBERGER. Nommée au 7 d'or. Sélection festival INPUT.
- 1984, FR3 préparation émission avec Anne Gaillard sur les militants politiques. TF1/SACD Projet d’écriture d’un scénario sur l’expérience de Longwy
- De 1984 à 1985 "Voyage au bout de la vie" série de quatre fois une heure sur "les choses de la mort". Co-auteur Marc HORWITZ. Diffusion TF1 (unité de Programme Claude OTZENBERGER). Nommé aux 7 d'or. Antenne de cristal en Belgique. Sélection prix Italia. Prix de la Fondation de France 1987. « La maison de Nanterre, une maison pour renaitre ou pour mourir ? » une série de deux émissions de 60'. pour TF1 sur les « laissés pour compte » de la ville de Paris. (unité de programme Claude OTZENBERGER). Mention au festival de NYON 1986.
- 1986, "Paroles d'enfants" de six à douze ans. Deux émissions d'une heure pour TF1. Sélection Prix FUTURA BERLIN.
- 1987, Collaboration au premier "Téléthon" (portraits d'enfants myopathes). A2
- 1989, "Quelques jours avec Alain Souchon" diffusion M6.
- De 1988 à 1990 Nouvelle participation au Téléthon. Tournage "Les chants de l'invisible" A2 / Flash films série de cinq fois une heure sur les phénomènes paranormaux à travers le monde. (rediffusion en juillet 1993). "Le rap du XXIe siècle" Périphérie productions 13' - Pour le Salon du livre de la jeunesse de Montreuil.
- 1991, Magazine "REPORTAGES" TF1 "Une sur 10: les femmes battues" et " Les hommes violents". Réalisation pour la chaîne TF1 émission "GRANDS REPORTAGES", du tournage de "Cette folie que l'on dit furieuse" sur des criminels déclarés irresponsables et internés dans des unités psychiatriques spéciales. Participation à une « encyclopédie d’éveil » le livre de Paris/ Hachette-encyclopédies avec Ardèche IMAGES et Jean-Marie BARBE
- projet de films sur « les enfants de la télécommande ».
- 1992, "SIDA URGENCES" A2 (5 reportages) projet pour IMA Productions et Robert BENAYOUN en collaboration avec Alain RUDY : « les sentinelles oubliées » (un documentaire-fiction sur les gardiens de prisons). Collaboration du projet avec Brigitte BERG et les documents cinématographiques d’un projet sur le SIDA « maladie de l’impossible ».
- 1993, "Heureux qui communique" 2 films VHS d'une heure sur la thérapie de groupe du Psychosociologue Jacques SALOMÉ. Quelques sujets pour le magazine Autrement Dit/ France 2 - (Examen de conscience / le blanc : chèvre Monsieur Seguin / les mères indignes/les dits débiles). Projet Trappes : Freud au secours des banlieues avec Gérard SZWEC psychosomaticien.
- 1995, Tournage de "Les Gènes de l'espoir" 31 min. A2 pour "ENVOYÉ SPÉCIAL". Prix du XXIe siècle - La Marche du siècle. Festival international du grand reportage (FIGRA). "AMGEN : Le futur des biotechnologies" film Institutionnel. Prix des Annonceurs Festival de Biarritz 1995. "Le bébé est un combat", une série de trois fois une heure pour TF1. La suite du "bébé est une personne" (1995)
- 1996, "Les grandes énigmes de la science" avec François de Closets pour France 2.
- 1997, "Enquête d'immortalité". Le rêve du fond des âges à l'épreuve de la Science. Une série de trois fois une heure. Diffusion France 2. oct.1998.
- 1999, "J’étais Enfants à Buchenwald"  90'. Diffusion TF, d’après un livre de Myriam ROUVEYRE.
- 2000, "LOCZY : une maison pour GRANDIR" 170'. Tourné à Budapest à l’institut PIKLER, un haut lieu de l'enfance abandonnée. Le tournage commença en 1996 pour s'achever en février 2000. Diffusion version plus courte : ARTE Allemagne mai 2001 (THEMA sur la peau)
- De 2001 à 2002, cycles de conférences et séminaires de travail à destination des professionnels de la petite enfance (en lien avec les films « le bébé est une personne », « le bébé est un combat et « Loczy, une maison pour Grandir »)  en France, Suisse, Belgique, Autriche et Allemagne
- 2003, "Il était une fois Saint-Tropez", 100' produit par Pierre Bouteiller - Une soirée thématique pour ARTE France et un regard différent sur un lieu mythique. Réalisation de "Trisomic Attitude" France 2 80'. Un autre regard sur la Trisomie et les trisomiques.
- 2004, réalisation de "Voyage en Mongolie intérieure" ARTE et de "Charles de Foucauld, Histoire d'un incroyable amour" ^pour l'émission « Le jour du seigneur » sur France 2. "Quand les enfants décrochent" les enfants en complet échec scolaire 60' soirée THEMA ARTE Allemagne.
- 2005, “La mort n’est pas exclue“ La fin de vie dans un service de réanimation. 48’ diffusion Thema ARTE Allemagne.
- 2006, “Une mort partagée“ :“ Histoire d’une fin de vie singulière. (1h45) TV Rennes.
- 2007, tournage de 3 bonus pour la réalisation d’un DVD du film « LOCZY, une maison pour Grandir » Diffusion d’une version 52’ pour la télévision suisse italienne.
- De 2008 à 2011, divers préfaces et articles sur les thèmes du Handicap, de l’accompagnement des mourants, des bébés et des jeunes enfants. Participation au comité d’experts scientifiques de la fondation OCIRP sur le thème de l’orphelin.
- De 2012 à 2013, cycle de formation des personnels de la petite enfance du Québec, impliquant la réalisation de 3 nouveaux documents audio-visuels en France et en Hongrie pour un coffret de 5 témoignages de « femmes puissantes » intitulé « LOCZY, vu par ». Mise en chantier du tournage d’un nouveau film à Budapest relatif à la transformation de l’Institut PIKLER de pouponnière en crèche « Loczy, une école de civilisation »
- 2014, réalisation de « Nos enfants dans le désordre » diffusion FR3 « la case de l’oncle doc » un film sur les troubles cognitifs et comportementaux des enfants de 5 à 13 ans tourné à la Rochelle et au Canada.
- 2015, présentation en salle de « Loczy, une école de civilisation » (2h18), série de conférences au Brésil en Octobre à l’invitation du Sénat Brésilien. Puis cycle de conférences en France et en Europe pour présenter ce dernier film aux professionnels de la petite enfance.
- De 2016 à 2017, réalisation d’une version espagnole et allemande de « Loczy, une école de civilisation ». Présentation du film en version espagnole à Pampelune et en version allemande à Berlin et Munich.
- Septembre 2017, mise en chantier de « Ces bébés qui reviennent de loin » (Titre provisoire). Un tournage au long cours consistant à suivre la prise en charge hebdomadaire par une psychanalyste lacanienne, Marie-Christine Laznik, de bébés de quelques mois en danger d’autisme. Production Little big stories. Tournage soutenu par La SCAM (bourse brouillon d’un rêve 2020) - montage en 2022. Première diffusion prévue Public Sénat 2023.
- 2018, en parallèle, co-réalisé par Nicolas DATTILESI et commandité par l’Institut de Formation André Bullinger (l’IFAB) tournage d’un film à visée pédagogique relatif à la sensorimotricité. Une approche particulière du développement humain. Producteur délégué KOALA Production.
- 2021, achèvement et présentation du film « Dans les arcanes du vivant, sur les traces d’André Bullinger » à Genève et à Paris. Sortie en salle et en DVD.

## Vie privée
Mari de l'actrice Sophia Torkeli, il est le père de l’actrice française Lisa Martino.

## Filmographie
- 1979 : Les Cinq Dernières Minutes épisode Nous entrons dans la carrière de Claude Loursais (assistant Réalisateur)
- 1981 : Un an après Copernic
- 1984 : Le bébé est une personne  (proposé avec Tony Lainé,Jacques Salomé et Gilbert Lauzun) - Nommé au 7 d'or
- 1994 : Heureux qui communique, Les Gènes de l'espoir
- 1996 : J'étais enfant à Buchenwald
- 2000 : Loczy, une maison pour grandir
- 2002 : Il était une fois Saint-Tropez
- 2003 : Trisomic Attitude
- 2007 : Une mort partagée
- 2012 :  Loczy, vu par...[1]
- 2013 : Nos enfants dans le désordre - Coproduction Anekdota productions, France 3 Poitou-Charentes
- 2014 : Loczy une école de civilisation - De la pouponnière à la crèche
- 2021 : Dans les arcanes du vivant, sur les traces d'André Bullinger

## Ouvrages
- Le bébé est une personne, 1985, Balland
- Voyage au bout de la vie, 1987, Balland
- Les Chants de l'invisible, 1990, Balland
- Le bébé est un combat, 1995, TF1 Editions
- Enquête d'immortalité, 1998, JC Lattès
- Les Enfants de la colline des Roses, Lóczy, une maison pour grandir, 2001, JC Lattès